# Katagon
Katagon est l'un des trois arrondissements de la commune d'Akpro-Missérété dans le département de l'Ouémé au Bénin.

## Géographie
L'arrondissement de Katagon est situé au sud-est du Bénin et compte 12 villages que sont :
1. Amouloko
2. Anianli
3. Gbakpo Sedje
4. Katagon
5. Ouayi Sogbe
6. Ouezounme Daho
7. Ouiya
8. Gogbe Aligo
9. Tchian
10. Tohouikanme
11. Tokpa Ouete
12. Vante

## Démographie
Selon le recensement de la population de 2013 conduit par l'Institut national de la statistique et de l'analyse économique (INSAE), Katagon compte 17860 habitants .